# Orlando Pirates
Orlando Pirates Football Club Natasha FC – południowoafrykański klub piłkarski założony w Orlando. Obecnie ma siedzibę w Houghton, nieopodal Johannesburga. Gra na stadionie Orlando Stadium.

## Historia
Orlando Pirates jest najstarszym zespołem DStv Premiership. Powstał w 1937. Od wielu lat szkoli młodzież dając im możliwość rozwijania swojego talentu. Założyciele szukali graczy wśród biednych robotników pobliskiej kopalni. Klub nazywał się wtedy Orlando Boys Club. W 1940 większość wpływów wykupił Buthuel Mokgosinyane i zmienił nazwę na prośbę jednego z kluczowych graczy – Andrew Bassiego na Orlando Pirates.
Wygrywał ligę w latach 1971, 1973, 1975 i 1976, 1994, 2001 i 2003.
W 2005 uzyskał status Superbrands dla najlepszej drużyny Południowej Afryki.
Prezes drużyny Irvin Khoza został włączony do komitetu organizującego Mistrzostwa Świata w Piłce Nożnej 2010.

## Derby
Największe zainteresowanie wśród spotkań Orlando Pirates wzbudzają derby Johannesburga z Kaizer Chiefs FC. Są porównywane przez działaczy do derbów Glasgow.

### Wyniki derbów
2003/2004
- PSL: Chiefs 1 Pirates 0
- PSL: Pirates 1 Chiefs 0

2004/2005
- PSL: Pirates 2 Chiefs 1
- PSL: Chiefs 1 Pirates 1

2005/2006
- PSL: Chiefs 2 Pirates 0
- PSL: Pirates 0 Chiefs 1

2006/2007
- PSL: Chiefs 1 Pirates 1
- PSL: Pirates 1 Chiefs 1

## Skład
Stan na 13 listopada 2020
| Nr | Poz. | Piłkarz              |
| -- | ---- | -------------------- |
| 2  | OB   | James Monyane        |
| 3  | NA   | Thembinkosi Lorch    |
| 4  | OB   | Happy Jele (kapitan) |
| 5  | OB   | Ntsikelelo Nyauza    |
| 6  | PO   | Ben Motshwari        |
| 7  | NA   | Gabadinho Mhango     |
| 8  | PO   | Siphesihle Ndlovu    |
| 9  | NA   | Tshegofatso Mabasa   |
| 11 | NA   | Deon Hotto           |
| 12 | PO   | Collins Makgaka      |
| 14 | OB   | Thulani Hlatshwayo   |
| 15 | PO   | Fortune Makaringe    |
| 16 | PO   | Thabang Monare       |
| 17 | OB   | Wayde Jooste         |
| 18 | NA   | Kabelo Dlamini       |

| Nr | Poz. | Piłkarz                                       |
| -- | ---- | --------------------------------------------- |
| 19 | OB   | Bongani Sam                                   |
| 21 | PO   | Nkanyiso Zungu                                |
| 23 | OB   | Innocent Maela                                |
| 25 | NA   | Zakhele Lepasa                                |
| 26 | NA   | Austin Muwowo                                 |
| 29 | OB   | Paseka Mako                                   |
| 30 | BR   | Wayne Sandilands                              |
| 31 | BR   | Richard Ofori                                 |
| 32 | PO   | Linda Mntambo                                 |
| 37 | NA   | Terrence Dzvukamanja                          |
| 38 | OB   | Lehlohonolo Mtshali                           |
| 39 | NA   | Jean-Marc Makusu (wypożyczony z AS Vita Club) |
| 40 | BR   | Siyabonga Mpontshane                          |
| 44 | PO   | Abel Mabaso                                   |
| 45 | NA   | Maliele Vincent Pule                          |

## Rekordy klubowe
- Najwięcej występów: Williams Okpara 375
- Najwięcej bramek: Albert Mahlangu, Basil Steenkamp 51
- Najwięcej występów w reprezentacji: Thabo Mngomeni 36
- Najwięcej występów w sezonie: William Okpara 51 (1995)
- Najwięcej bramek w sezonie: Denis Lota 23